# Borovickaja (stanice metra v Moskvě)
Borovickaja (rusky Боровицкая) je stanice moskevského metra.

## Charakter stanice
Borovickaja je trojlodní ražená stanice, hluboko založená (46,5 m pod povrchem), přestupní, s ostrovním nástupištěm. Nachází se na Serpuchovsko-Timirjazevské lince, v její centrální části. Je důležitým uzlem; pomocí přestupních chodeb je spojena se stanicemi Biblioteka imeni Lenina, Arbatskaja a Alexandrovskij sad, je tedy možný přestup na další tři linky (Arbatsko-Pokrovskaja, Filjovskaja a Sokolničeskaja).
Na obklad stanice byl použit bílý a hnědý mramor, v prostupech mezi loděmi pak cihly. Na slepém konci střední lodě je umístěna mozaika, na níž je vyobrazen Kreml a koruna stromu ve tvaru SSSR, což má oficiálně symbolizovat „jednotu rodin“ země.
Stanice byla otevřena jako součást úseku Serpuchovskaja - Borovickaja 23. ledna 1986. Projektový název stanice je Biblioteka imeni Lenina, podle jedné ze stanic blízkých. Denně na Borovické vestibulem projde 16 000 lidí; to je asi jen desetina těch, kteří zde přestupují.

## Výstupy a přestupy
Výstup vede ze stanice přímý jeden, z konce střední lodi po eskalátorovém tunelu do povrchového vestibulu. Ten je také společný i pro stanici Biblioteka imeni Lenina na Sokolničeské lince. Z prostředku středního tunelu stanice také kolmo k její ose vystupuje ještě i schodiště, pomocí něž je umožněno spojení se stanicí Arbatskaja na lince Arbatsko-Pokrovskaja. S třetí ze stanic místního přestupního uzlu není Borovickaja přímo spojena.